# Josep Graner
Josep Graner i Prat (Casserres, 1844–1930) war ein spanischer Architekt des Modernisme. Diplomiert als Architekt 1872, arbeitete er in Barcelona, Montcada i Reixas, Sant Joan Despi, Sitges und La Garriga. Vom Klassizismus inspiriert wendete er sich bald dem Ornamentieren im Stil des späten Modernisme zu.

## Werk

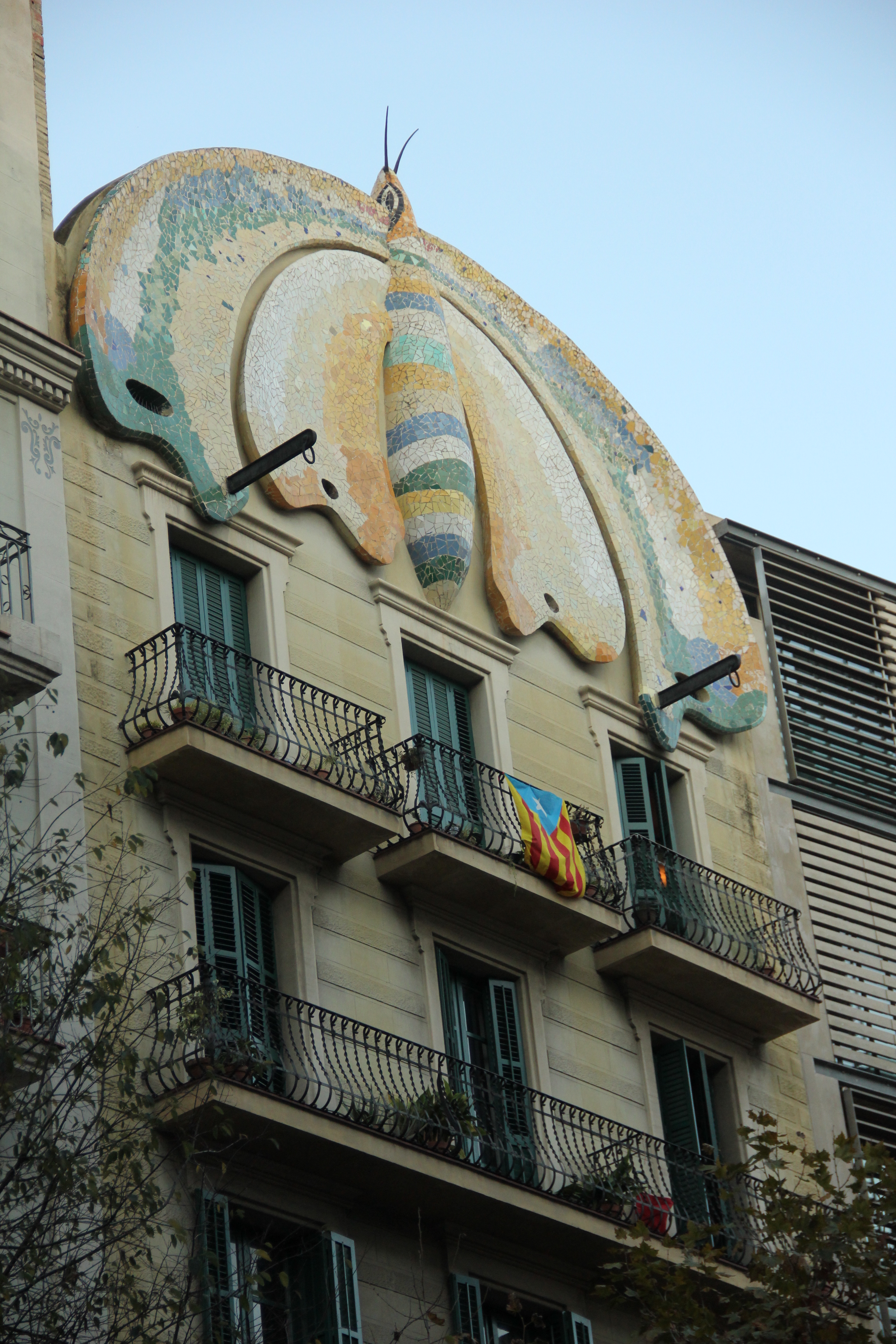
Casa Fajol, Barcelona

Bekannt für sein Haus Casa Fajol in Barcelona (Carrer Llançà Nr. 20), auch das „Haus des Schmetterlings“ genannt (katalanisch Casa de la Papallona.) Das Gebäude zeichnet sich durch seinen Fries in Trencadís aus, einer Verkleidung aus gebrochenen Keramikbruchstücken – typisch für den katalanischen Modernisme –, wie sie auch oft in Werken von Gaudi anzutreffen ist.
Zeitzeuge des späten Modernisme sind seine Fassaden der Fabriken Manufactures Serra i Balet (1910, Carrer Ortigosa) und Colores Hispania (1923, Carrer de Pere IV), letztere erbaut für den Deutsch-Kubaner Emilio Heydrich. Weitere Gebäude sind: Die Häuser Sagristà und Sabata (1900, Carrer Enric Granados Nr. 96/98), das Haus Ferrusola (1904–1905, Carrer París Nr. 178), die Häuser Pascual Coll (1906–1908, Gran Via Nr. 457–460), die Häuser Catasus und Montserrat (in Sitges) sowie das Haus Rovira (in Sant Joan Despí).

## Bibliografie
- Guia de arquitectura modernista en Cataluña. Editorial Gustavo Gili S.A., Barcelona 1995, ISBN 84-252-1430-0 (spanisch).
- Galeria d’autors : ruta del modernisme, Barcelona. Institut del Paisatge Urbà i la Qualitat de Vida, 2008, ISBN 978-84-96696-02-0 (katalanisch).